# 国鉄ヒ600形貨車
国鉄ヒ600形貨車（こくてつヒ600がたかしゃ）は、日本国有鉄道（国鉄）が1954年（昭和29年）から製作した事業用貨車（控車）である。
この項目では、同時に製作されたヒ500形についても記述する。

## ヒ600形

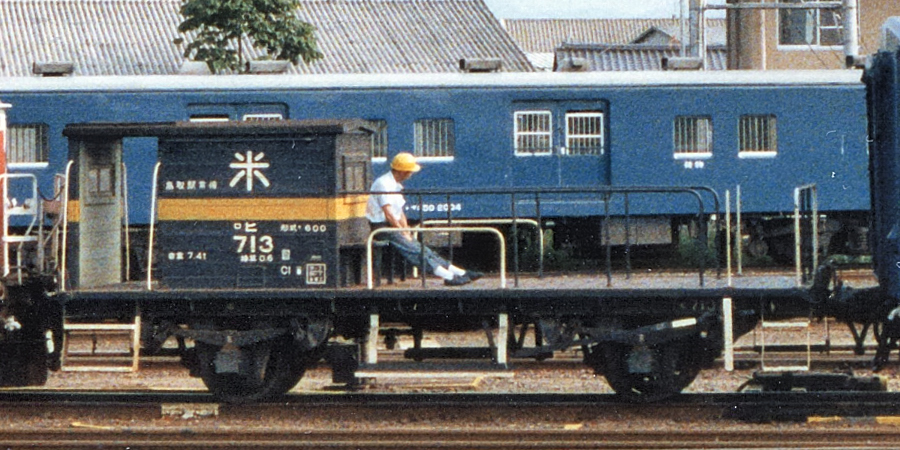
ヒ600形 ^{ロ}ヒ713
（1984年 出雲市駅）

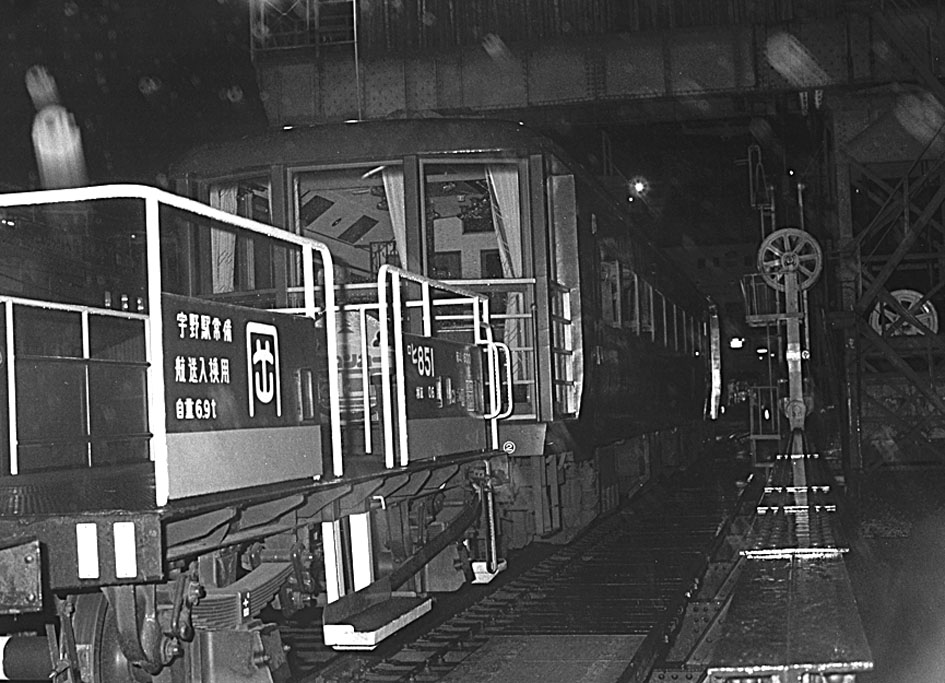
宇高連絡船からの車輌の搬出作業に使われるヒ600形 ^{ロ}ヒ851（1984年 高松駅）

ヒ600形は構内入換用もしくは航送車両の鉄道連絡船への積み下ろし作業用の控車として1954年（昭和29年）から1981年（昭和56年）にかけてトム16000形、ワ12000形、ワ22000形、ワム3500形、ワム20000形、ワム21000形、ワム23000形、ワム50000形、ワム90000形、スム1形、テム300形、テラ1形を種車として、総数253両（ヒ600 - ヒ852）が製作された。
改造に際しては種車の上回りを撤去し、手摺と小屋（詰所）を設置したが、積み下ろし作業用に改造された車両については小屋はない。
走行装置は種車の違いにより、シュー式、一段リンク式、二段リンク式である。最高速度は65 km/h。
1968年（昭和43年）10月1日ダイヤ改正では高速化不適格車とされて最高速度65 km/hの指定車となり、識別のため記号に「ロ」が追加され「ロヒ」となり黄1号の帯を巻いている。
1987年4月の国鉄分割民営化に際しては、北海道旅客鉄道（JR北海道）に35両、四国旅客鉄道（JR四国）に16両、日本貨物鉄道（JR貨物）へ7両の計58両が継承されたが日本貨物鉄道（JR貨物）貨物取扱駅の減少や鉄道連絡船の廃止により淘汰が進み、2002年（平成14年）に形式消滅した。
ロヒ852は、双頭連結器に交換され、四国旅客鉄道多度津工場にて、入換機関車の次位に連結されて構内の入れ替え用として使用されているが車籍はない。

## ヒ500形
ヒ500形は航送車両の鉄道連絡船への積み下ろし作業用の控車として1954年（昭和29年）から製作された車両で、トム16000形、ワ1形、テム300形およびウ500形からの改造により、1971年（昭和46年）までに総数87両（ヒ500 - ヒ580）が製作された。そのうちヒ540 - ヒ545は、初代・2代目が存在し、初代はヒ300形（ヒ318 - ヒ323）に改番されている。
改造に際しては種車の上回りを撤去し、手摺を設置した。
走行装置は種車の違いにより、シュー式、一段リンク式、二段リンク式である。最高速度は65 km/h。
1968年（昭和43年）10月1日ダイヤ改正では高速化不適格車とされて最高速度65 km/hの指定車となり、識別のため記号に「ロ」が追加され「ロヒ」となり黄1号の帯を巻いている。
1987年（昭和62年）4月の国鉄分割民営化に際しては、北海道旅客鉄道（JR北海道）へ3両（ロヒ575、ロヒ576、ロヒ578）が継承されたが、青函連絡船の廃止によって1988年度に全廃となった。

## 保存車
2017年現在、青函連絡船メモリアルシップ八甲田丸内の車両甲板にヒ600形ロヒ760・ロヒ833・ロヒ834・ロヒ835の4両が保存展示されている。また、同船にほど近い岸壁にもロヒ759がヨ14493と連結されて展示されていたが、痛みが激しく、2021年8月に撤去された。

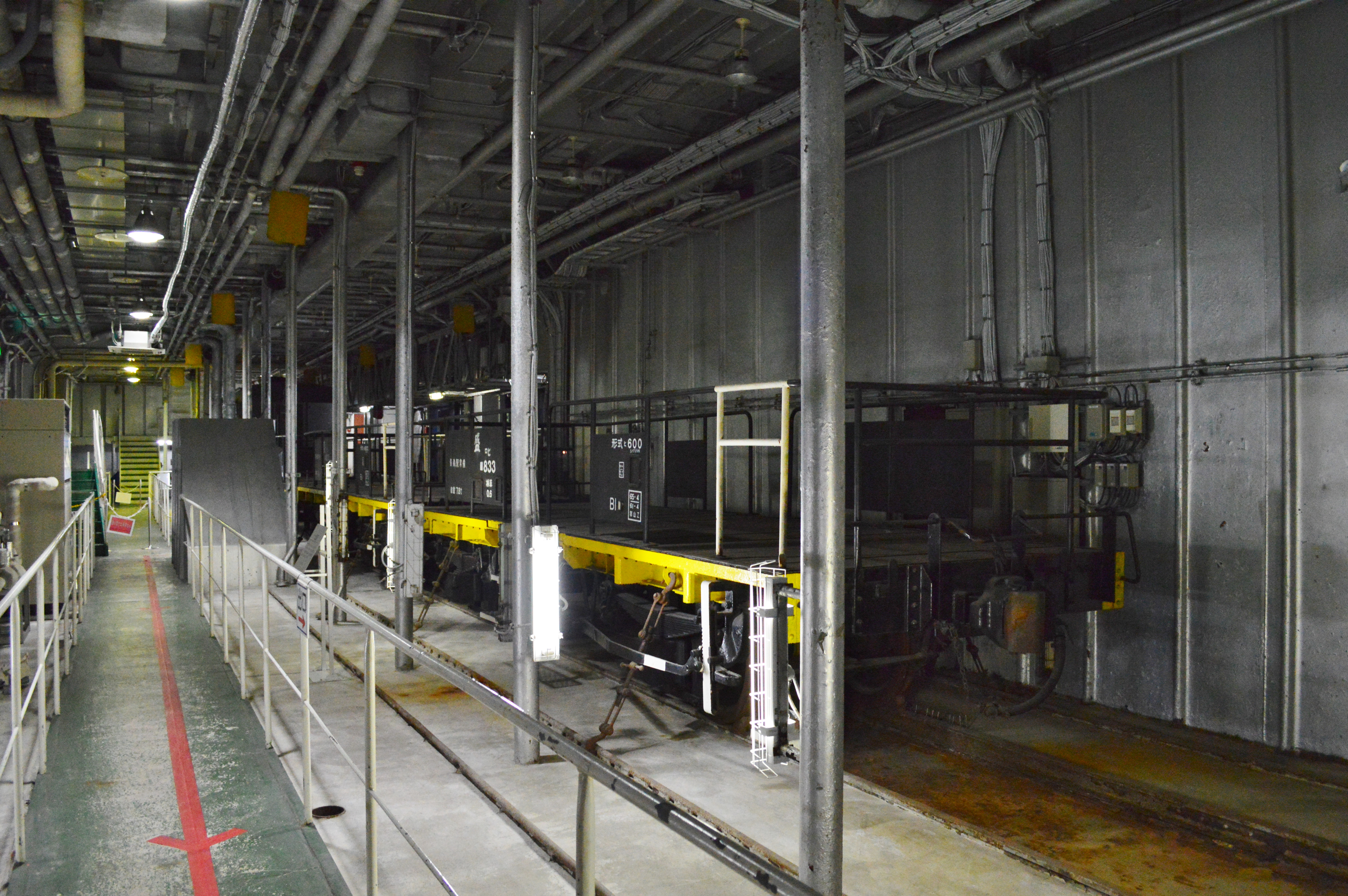
ロヒ833 （青函連絡船メモリアルシップ八甲田丸）